# فرودگاه آبی تماگامی
فرودگاه آبی تماگامی (به انگلیسی: Temagami Water Aerodrome) یک فرودگاه همگانی است که یک باند فرود آب دارد. این فرودگاه در کشور کانادا قرار دارد و در ارتفاع ۲۹۳ متری از سطح دریا واقع شده است.